# Jorge Dias
António Jorge Dias (Porto, 31 de Julho de 1907 – Lisboa, 5 de Fevereiro de 1973) foi um etnólogo português.

## Biografia
Nasce no Porto em 1907 e é aí que passa a maior parte da sua juventude. Os pais têm uma quinta perto de Guimarães, onde Dias tem a oportunidade de  contactar com a vida e cultura rural portuguesas. Abandona os estudos e vai viver para a aldeia de Gralheira, perto de Cinfães; viaja pelo Minho e Trás-os-Montes, vende guarda-chuvas, e chega a acompanhar um circo itinerante; aos 22 anos decide voltar à vida académica, e estuda Filologia Germânica na Universidade de Coimbra. Tem três filhos com a sua primeira mulher, Madalena Lima de Almeida Dias.
Foi agraciado, a título póstumo, com os graus de Comendador da Ordem Militar de Sant'Iago da Espada (4 de julho de 1973) e Grã-Cruz da Ordem do Infante D. Henrique (3 de julho de 1987).

## Carreira
Foi leitor de Português na Universidade de Rostock de 1938 a 1939, na Universidade de Munique de 1939 a 1942, e na Universidade de Berlim de 1942 a 1944. É em Munique que se familiariza com Etnologia Regional (Volkskunde), disciplina ainda desconhecida nesta época em Portugal. Conhece Margot Schmidt em 1940 num concerto em Rostock, que se torna a sua segunda mulher em Novembro do ano seguinte, e com quem tem três filhos.
Em 1944 obtém o doutoramento na Universidade de Munique com uma tese na área da Etnologia: Vilarinho da Furna – uma aldeia comunitária. 
Regressa a Portugal em 1944 e é convidado por António Mendes Corrêa para dirigir a secção de Etnografia do Centro de Estudos de Etnologia Peninsular (CEEP), fundado em 1945 na Universidade do Porto; irá liderar este departamento até 1959, e o CEEP a partir de 1960, aquando da morte de Mendes Corrêa. A sua equipa de pesquisa inclui como colaboradores Margot Dias, Fernando Galhano, Ernesto Veiga de Oliveira e Benjamim Enes Pereira. Começa ainda a participar nas sessões da Comission Internationale des Arts et Traditions Populaires (CIAP), da qual é secretário de 1954 a 1956.
É professor de Etnologia na Faculdade de Letras da Universidade de Coimbra de 1952 a 1956, ano em que vai viver para Lisboa. Aí, é professor de Antropologia Cultural e Instituições Nativas e Antropologia Cultural e Instituições Regionais no Instituto Superior de Estudos Ultramarinos e regente de Etnologia e mais tarde de Etnologia Geral e Etnologia Regional no curso de Geografia da Faculdade de Letras de Lisboa. Em 1954 lecciona ainda um curso sobre Etnografia Portuguesa na Universidade do Estado do Paraná, na cidade de Curitiba, sob a alçada do Centro de Estudos Portugueses. Em 1959 lecciona Cultura Portuguesa enquanto professor convidado na Universidade de Witwatersrand, Joanesburgo.  

#### Missão de Estudos das Minorias Étnicas do Ultramar Português
Em 1957, recebe do governo português uma comissão para investigar as civilizações indígenas das colónias portuguesas em África: a Missão de Estudos das Minorias Étnicas do Ultramar Português (MEMEUP), cuja competência específica é a de "estudar as minorias étnicas do ultramar português e a sua repercussão na cultura portuguesa". A missão desloca-se a Angola, Moçambique e Guiné. Esta missão conta com o apoio de Margot Dias e Manuel Viegas Guerreiro. Entre 1957 e 1961 realizam campanhas de investigação sobre os Macondes do Norte de Moçambique, os Chopes do Sul de Moçambique e os Bosquímanos de Angola, entre outros. A missão regressa pela última vez em 1961 (desta vez só Margot Dias), não fazendo mais visitas devido à instabilidade política que se faz sentir no território e consequentes riscos. É dessas campanhas que resulta a publicação de quatro volumes monográficos intitulados Os Macondes de Moçambique. 
Relatórios das campanhas
Ao mesmo tempo que produz a informação etnográfica que irá dar origem às monografias, a missão produz também relatórios confidenciais chamados "Minorias Étnicas nas Províncias Ultramarinas" que serão entregues ao director do Centro de Estudos Políticos e Sociais da Junta de Investigações do Ultramar e ao Ministério do Ultramar no final de cada campanha. Isto forma parte de uma estratégia política de 'ocupação científica' das colónias, fomentada pelo Estado Novo, que evidencia uma ligação problemática entre a academia e o estado. A investigação antropológica terá sido promovida especificamente nesta região de Moçambique pela sua proximidade com a Tanzânia e o papel politizante desta região nas áreas vizinhas. É entre campanhas, em 1960, que se dá aqui o Massacre de Mueda.
Estes documentos descrevem a situação política e social que rodeava o trabalho de investigação que a missão realizava, e por este motivo ajudam a compreender o contexto da produção das monografias sobre os Macondes de Moçambique, que são desprovidas de contextualização política no âmbito da administração colonial. Neles, Jorge Dias denuncia o racismo dos colonos portugueses. O duplo papel de simultaneamente fazer a análise antropológica dos povos locais situada fora do sistema colonial, e o registo em relatórios de actividades coloniais que os afectam, faz com que a equipa seja mais tarde alvo de crítica e acusações de duplicidade e colaboração com o regime político da altura.

#### Museu de Etnologia do Ultramar
Fica responsável em 1962 pela criação do Centro de Estudos de Antropologia Cultural, que dirige. Este centro dedica-se à investigação etnográfica nos territórios ultramarinos. É a partir de dados recolhidos por este centro, bem como da MEMEUP que se desenvolve o Museu de Etnologia do Ultramar, que cria e dirige a partir de 1965 até à data da sua morte. Este museu inclui também colecções de Portugal continental e dos arquipélagos dos Açores e Madeira, e da América do Sul e Ásia.

## Pensamento antropológico
A equipa criada por Jorge Dias no âmbito do CEEP desenvolveu um trabalho rigoroso e sistemático de levantamento e investigação etnográfica, que Dias distinguia de Antropologia, por perceber esta como Antropologia Física e a anterior por Antropologia Cultural ou Etnologia. De facto, desde cedo a obra de Jorge Dias revela influências de Franz Boas, sobretudo a noção de que o comportamento do indivíduo é em grande parte ditado pelo ambiente social e cultural, e a rejeição do factor racial em aspectos comportamentais. No período em que é director da Secção de Etnologia do CEEP, dá-se uma renovação dos estudos etnológicos em Portugal em que se estabelecem relações com organizações similares internacionais, e Jorge Dias torna-se uma referência internacional da etnologia.
Nos seus estudos monográficos, Jorge Dias apresenta cada cultura como isenta da intervenção de componentes externos, o que é colmatado, no caso d'Os Macondes de Moçambique por documentação adicional sob a forma de artigos ou comunicações, de contextualização cultural (dentro da prática colonial) enquanto observador e participante.
Os seus trabalhos de Antropologia cultural sobre Vilarinho da Furna , Rio de Onor, Castro Laboreiro e Macondes, partem da integração da vida material e espiritual, enquadrada no seu meio natural e cultural. Os aspectos comparativos entre sociedades permitem-lhe tirar conclusões de alcance geral acerca das origens das comunidades.

## Publicações
Deixou trabalhos de etnologia e antropologia cultural de projecção internacional, publicados em várias línguas:
- (1948)
- Vilarinho da Furna, Uma Aldeia comunitária (1948)
- Elementos Fundamentais da Cultura Portuguesa (1950)
- Bosquejo Histórico de Etnografia Portuguesa (1952)
- Rio de Onor - Comunitarismo Agropastoril (1953)
- Como trair sua mulher (1957)
- Contactos de Cultura (1958)
- Convívio entre Pretos e Brancos nas Províncias Ultramarinas Portuguesas (1960)
- Conflitos de Cultura (1961)
- Estruturas Sócio-Económicas em Moçambique (1964)
- Espigueiros Portugueses: Sistemas primitivos de secagem e armazenamento de produtos agrícolas (1963)
- Mudança de Cultura entre os Macondes de Moçambique (1964)
- Contribuição para o Estudo da Questão Racial e da Miscigenação (1965)
- Os Macondes de Moçambique (3 vol.), 1964/70
  - Volume I - Aspectos Históricos e Económicos (com Margot Dias - 1964)
  - Volume II - Cultura Material (com Margot Dias - 1964)
  - Volume III - Vida social e Ritual (com Margot Dias - 1970)
- Migrações dos Povos e seus Reflexos Culturais (1972)